# Au (Saint-Gall)
Pour les articles homonymes, voir Au.
Au est une commune suisse du canton de Saint-Gall, située dans la circonscription électorale de Rheintal.

Photo aérienne (1947).